# Microdon omeanus
Microdon omeanus är en tvåvingeart som beskrevs av Paramonov 1957. Microdon omeanus ingår i släktet myrblomflugor, och familjen blomflugor. Inga underarter finns listade i Catalogue of Life.